# Pohoř

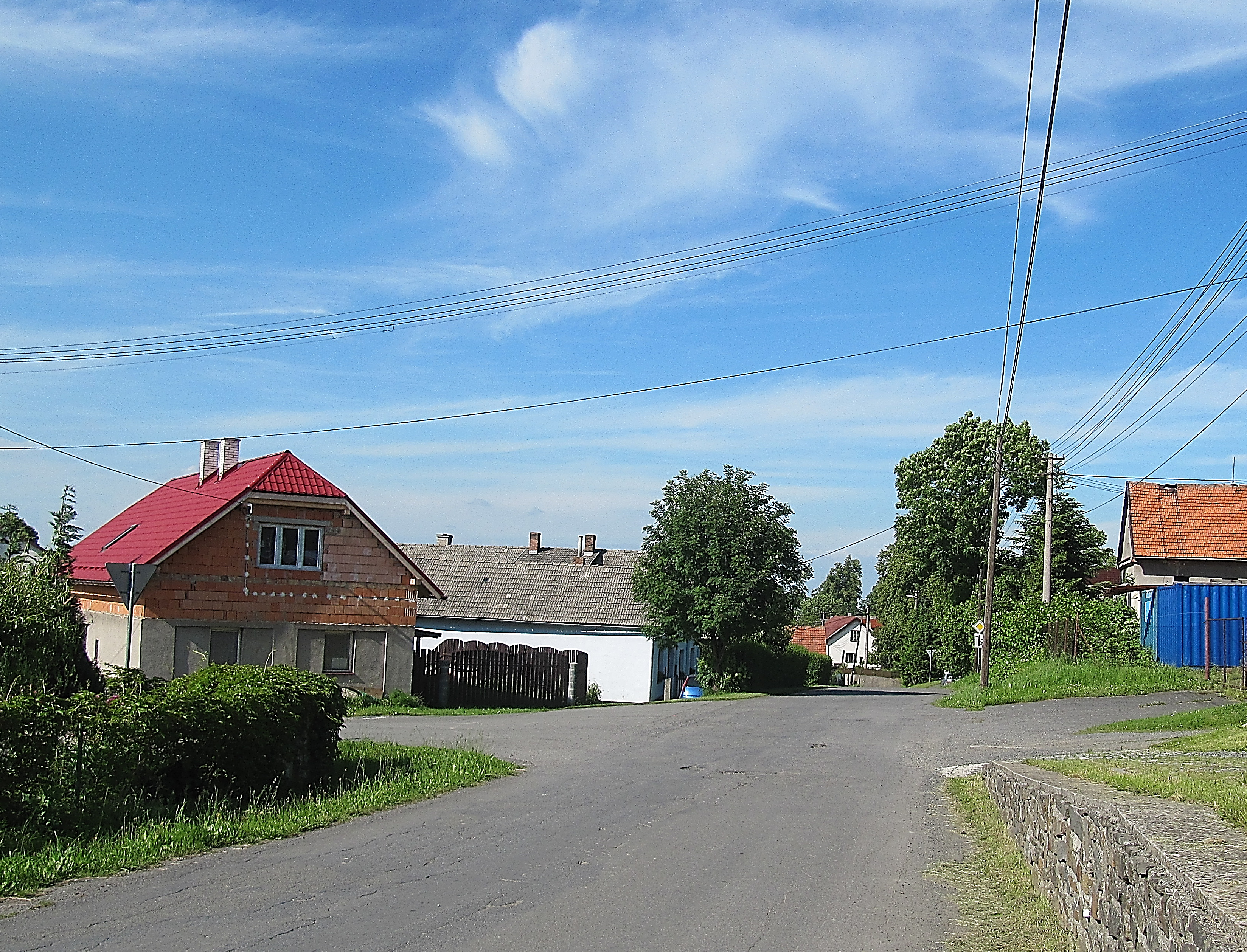
Dorfplatz

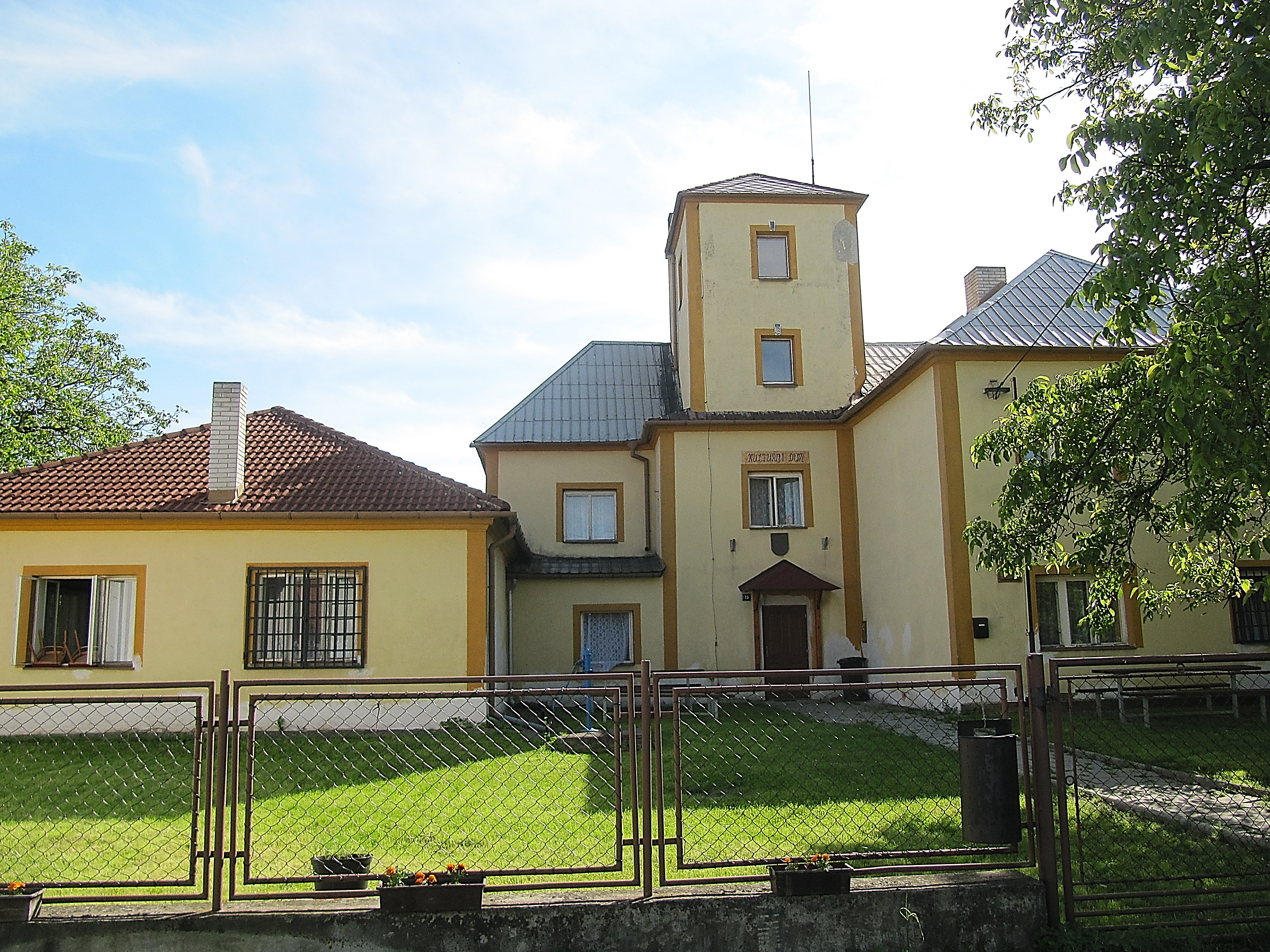
Haus Nr. 75

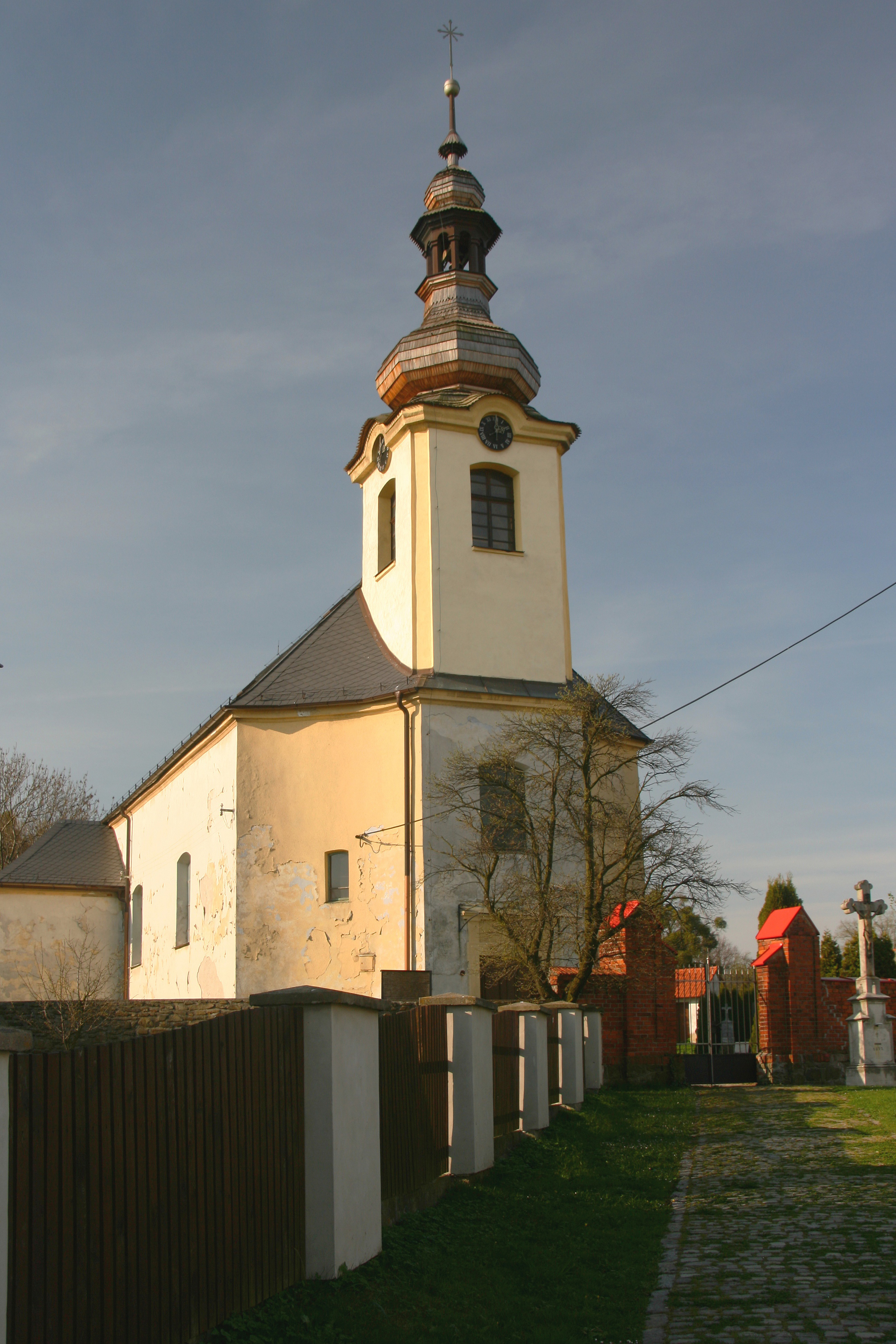
Kirche des hl. Prokop

Pohoř (deutsch Pohorsch) ist ein Ortsteil der Stadt Odry (Odrau) in Tschechien. Er liegt drei Kilometer östlich von Odry und gehört zum Okres Nový Jičín.

## Geographie
Der als Rundling angelegte Ort befindet sich in der Vítkovská vrchovina (Wigstadtler Bergland) auf dem im Osten und Süden von der Oder umflossenen Fulnek-Pohorscher Plateau (Pohořské vrchy) in der Quellmulde des Baches Kletenský potok (Klettner Bach). Östlich erhebt sich die Olšová (Olschenberg, 475 m n.m.), im Südwesten der Pohoř (Pohorschberg, 480 m n.m.) und nordwestlich der U mlýna (Windmühle, 479 m n.m.). Südwestlich des Dorfes entspringt der Zlatý potok (Goldgrubenbächlein). Das Dorf liegt im Naturpark Oderské vrchy (Oderberge).
Nachbarorte sind Jestřabí (Jastersdorf) im Norden, Kletné (Kletten) im Nordosten, Suchdol nad Odrou (Zauchtel) im Osten, Mankovice (Mankendorf) im Südosten, Vražné (Petersdorf) und Hynčice (Heinzendorf) im Süden, Emauzy (Emaus) und Veselí (Wessiedel) im Südwesten, Odry im Westen sowie Vítovka (Werdenberg) und Hvězdová (Sternfeld) im Nordwesten.

## Geschichte
Das Dorf ist slawischen Ursprungs; vermutlich wurde der alte Rundling durch Bergleute erweitert. Die erste schriftliche Erwähnung des zur mährischen Herrschaft Fulnek gehörigen Dorfes Pohorz erfolgte im Jahre 1375; Grundherr war zu dieser Zeit Drslaw von Krawarn und Fulnek. Dieser belehnte 1378 seinen Bediensteten Martin von Biehardtsdorf erblich mit neun freien Huben Ackerland, zwei Gärten und einem Wirtshaus in Pohorzi. Eine Pfarrei ist seit 1440 nachweisbar, sie erlosch während des Dreißigjährigen Krieges. Im Laufe der Zeit waren verschiedene Namensformen des Ortsnamens gebräuchlich: Pohoří (ab 1475), Pohoržie (ab 1497) sowie Pohoř, Pohorsch, Pohorz und Pohorž (ab 1586). Die ersten Kirchenbücher wurde 1637 in Fulnek geführt. 1784 stiftete der Religionsfonds eine Lokalie in Pohorsch, zu der auch die Dörfer Jastersdorf und Kletten gehörten; ab dieser Zeit erfolgte die Matrikenführung vor Ort. Die anstelle eines hölzernen Vorgängerbaus errichtete neue Kirche wurde 1793 geweiht.
Im Jahre 1834 bestand Pohorsch bzw. Pohoř aus 67 Häusern, in denen 431 deutschsprachige und katholische Personen lebten. Haupterwerbsquelle war die Landwirtschaft. Im Ort gab es eine zum Odrauer Dekanat gehörige Lokalkirche und eine Trivialschule, die unter dem Patronat des Religionsfonds standen. Pfarrort war Fulnek.  Bis zur Mitte des 19. Jahrhunderts blieb Pohorsch der Allodialherrschaft Fulnek untertänig.
Nach der Aufhebung der Patrimonialherrschaften bildete Pohorsch / Pohoř ab 1849 mit den Ortsteilen Jastersdorf und Kletten eine Gemeinde im Gerichtsbezirk Fulnek. Kletten wurde 1868 eigenständig, Jastersdorf ein Jahr später. Ab 1869 gehörte Pohorsch zum Bezirk Neutitschein. Zu dieser Zeit hatte das Dorf 419 Einwohner und bestand aus 80 Häusern. Im Jahre 1900 lebten in Pohorsch 458 Personen; 1910 waren es 445. Nach dem Zusammenbruch der k.k. Monarchie wurde das Dorf 1918 Teil der neu gebildeten Tschechoslowakei. Beim Zensus von 1921 lebten in den 79 Häusern der Gemeinde 397 Menschen, davon 393 Deutsche und vier Tschechen. Neben dem Pfarrhof wurde 1921 ein Kriegerdenkmal enthüllt. Im selben Jahre beantragte die Gemeinde ihre Umbenennung in Hochheim, die keine Genehmigung erhielt; ebenso erfolglos blieb ein zweiter, 1937 unternommener Versuch. Im Jahre 1930 bestand Pohorsch aus 85 Häusern und hatte 402 Einwohner; 1939 waren es 382. In den 1930er Jahren gab es in Pohorsch eine Pfarrkirche mit Pfarrhaus, 25 Bauern, drei Tischlereien, drei Wirtshäusern, ein Sägewerk mit Wagnerei, einen Schneider, einen Schuster, eine Feuerwehr und eine zweiklassige Volksschule. Nach dem Münchner Abkommen wurde die Gemeinde im Herbst 1938 dem Deutschen Reich zugeschlagen und gehörte bis 1945 zum Landkreis Neu Titschein. Während dieser Zeit wurde – inoffiziell – der Gemeindename Hochheim verwendet, eine amtliche Umbenennung erfolgte jedoch nie. Nach dem Ende des Zweiten Weltkrieges kam Pohoř 1945 zur Tschechoslowakei zurück, die meisten der deutschsprachigen Bewohner wurden 1946 vertrieben und das Dorf neu besiedelt. Im Jahre 1950 hatte die Gemeinde 292 Einwohner und bestand aus 75 Häusern. 1970 hatte Pohoř 306 Einwohner. Am 1. April 1976 erfolgte die Eingemeindung nach Odry. 1991 lebten in den 69 Häusern von Pohoř 235 Personen. Beim Zensus von 2011 hatte das Dorf 200 Einwohner und bestand aus 83 Häusern. Der Aussichtsturm auf der Olšová wurde 2014 errichtet.

## Bergbau
Am Pohorscher Plateau ist seit Beginn des 13. Jahrhunderts Bergbau auf Gold und Silber betrieben worden. Überliefert sind Grubenbezeichnungen wie Goldgrube, Goldloch, Goldhäufchen, Goldschacht oder Silberberg. Während der Hussitenkriege kam der Bergbau zum Erliegen; es wird angenommen, dass die Hussiten nach der Besetzung von Odrau die Bergwerke verwüsteten. Im Jahre 1552 wurden die Silber- und Bleibergwerke von Pohorz wieder als in Betrieb stehend erwähnt.
1747 nahm eine Gewerkschaft unter Beteiligung des k.k. Kämmerers Graf Raigecourt den erloschenen Silber- und Bleibergbau bei Pohorsch sowie weitere Bergwerke bei Kletten und Gerlsdorf wieder auf. Wegen der Verweigerung des zum Bergbau benötigten Wassers und Holzes durch den Besitzer der Herrschaft Fulnek, Graf von Würben legte die Gewerkschaft 1749 erstmals Beschwerde bei der Mährischen Kammer ein; auch später verkaufte der Graf von Würben der Gewerkschaft das Grubenholz erst nach Anweisung von höherer Stelle. Wegen seines auf mehrere Tausend Gulden angewachsenen Verlustes wurde dem Lehnträger Johann Lorenz Malinsky eine dreijährige Befreiung vom Frondienst, der Selbstverkauf des gewonnenen Bleis und eine höhere Bezahlung des Goldes und Silbers durch das Wiener Münzamt bewilligt; außerdem gab ihm das Münzamt den Joachimsthaler Wardein Johann Mießl zur Unterstützung bei. Nachdem der Wiener Kaufmann Malinsky in Krida verfallen war, ging das Bergwerk im Jahre 1754 ein. 1771 untersuchte der der k.k. Markscheider Papa die verlassenen Grubenbaue.
1794 unternahmen einige Schürfer aus der Herrschaft Keltsch einen erfolglosen Versuch zur Wiederaufnahme des Pohorscher Bergbaus; sie gingen nach einer in Kuttenberg gemachten Probe, die in einem Zentner silberhaltigem Bleierz nur ein Lot Silber und 66 Pfund Blei ergab, wieder aus dem Feld und hinterließen nur Schulden in Pohorsch und Odrau. Johann Gillar aus Freiberg, der das Bergwerk 1795 gemutet hatte, gründete eine Gewerkschaft mit 60 Gewerken. Mit einem Steiger und vier Bergarbeitern wurde Bleierz abgebaut. Die weit unter den Erwartungen gebliebene Erzmenge veranlasste viele Gewerken zur Lossagung ihrer Anteile. Unzweckmäßige Grubenbaue, Hindernisse durch die Herrschaft Fulnek und ausbleibende Zubußen führten 1796 zur Einstellung des Grubenbetriebs.
Im Jahre 1803 ließ die Francisci-Gewerkschaft aus Groß Wisternitz den Bergbau auf silberhaltigen Bleiglanz wieder aufnehmen. Dazu wurde ein neuer Stollen vorgetrieben. Zur Aufbereitung der gewonnenen Bleierze zu Schlichen pachtete die Schurf- und Bergbaugesellschaft 1807 die Niederwalke von der Herrschaft Odrau und baute sie zum Pochwerk um. Untersuchungen der Lagerstätte durch den Przibramer Oberbergamtsvorsteher Aloys Mießl von Zeileisen (1807), den Kuttenberger Bergmeister Wenzel Gluth von Herlen (1812) sowie den mährisch-schlesischen Berggerichtssubstituten Aloys Freiherr von Spiegelfeld machten jedoch wenig Aussicht auf Höffigkeit, so dass der Bergbau 1814 wieder eingestellt wurde.

## Ortsgliederung
Der Ortsteil Pohoř bildet einen Katastralbezirk.

## Persönlichkeiten

### Söhne und Töchter des Ortes
- Leopold Münster (1920–1944), deutscher Jagdflieger

### Im Ort lebten und wirkten
- Adolf Tollich (1852–1945), er wirkte von 1874 bis 1908 als Revierförster in Pohorsch und betätigte sich heimatkundlich. 1908 wurde er zum Ehrenbürger von Pohorsch ernannt.

## Sehenswürdigkeiten
- Kirche des hl. Prokop, errichtet 1791–1793 anstelle einer Holzkirche
- Pfarrhaus
- Haus Nr. 75
- Steinernes Kreuz, vor der Kirche
- Bildstock, an der Wegegabelung im nördlichen Teil des Dorfes
- Kapelle, vor dem Haus Nr. 9
- Kapelle, vor dem Haus Nr. 46
- Aussichtsturm Olšová u Pohoře, östlich des Dorfes auf der Kuppe Olšová. Er wurde 2014 errichtet und hat eine Höhe von 17 m.
- Gedenkstein für die Befreiung des Dorfes durch die Rote Armee, auf dem Dorfplatz
- Wasserfall des Zlatý potok, südwestlich des Dorfes, das Wasser des Baches stürzt hier über zwei Stufen hinab
- Stolln Pohoř, unterhalb des Wasserfalls im Tal des Zlatý potok
- Zlatý důl, ehemaliges Bergwerk im oberen Tal des Zlatý potok
- Ehemaliger Steinbruch an der Straße nach Odry, das an der Bruchwand herabtropfende Wasser bildet bei Frost einen Eisfall (Pohořský ledopád)